# Coloração disruptiva

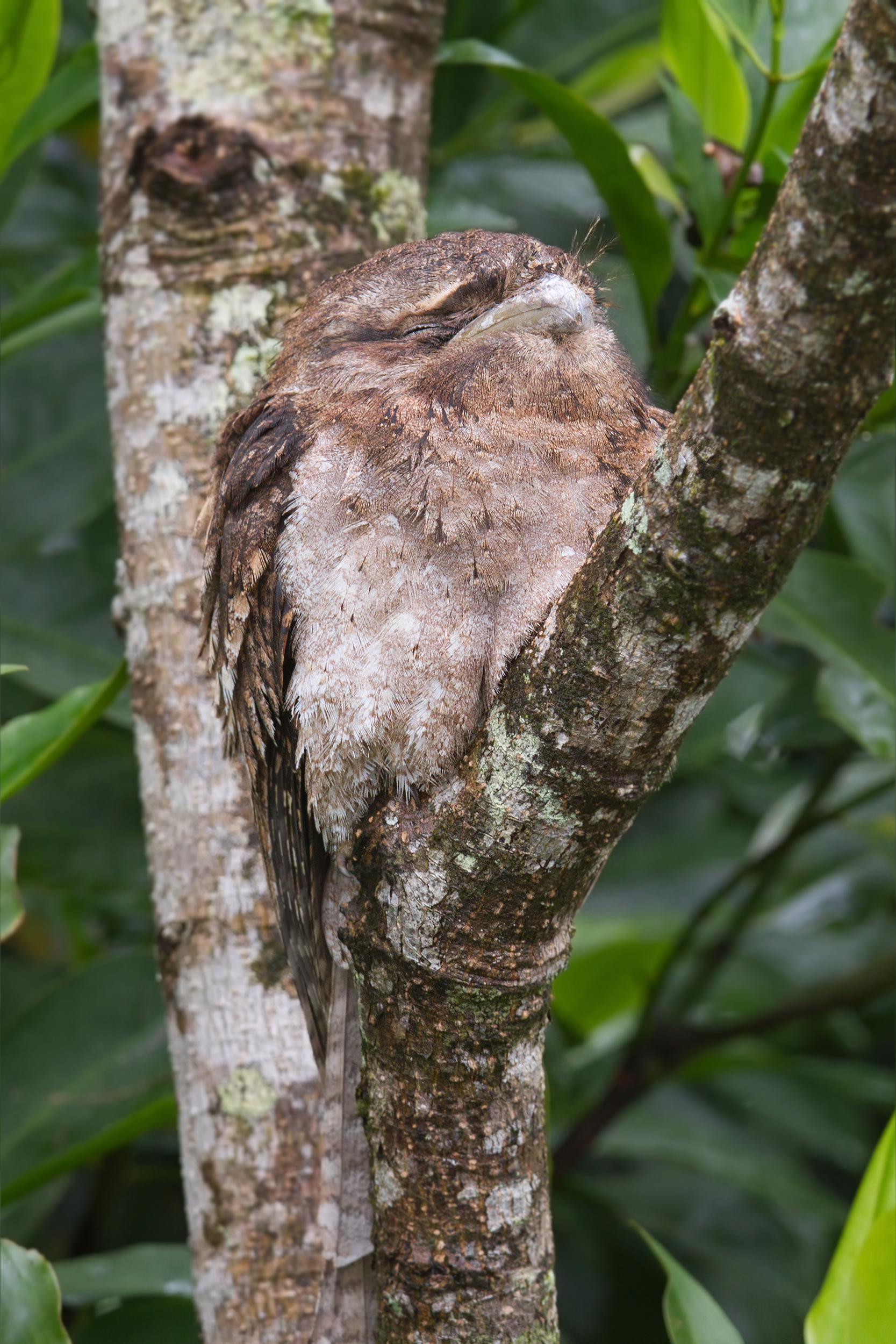
A coloração do Boca-de-Sapo-Papua (Podargus papuensis), com seu contorno interrompido pela plumagem e o olho oculto em uma faixa, é uma adaptação antipredatória eficaz.

Coloração disruptiva (também conhecida como camuflagem disruptiva ou padrão disruptivo) é uma forma de camuflagem que funciona ao quebrar os contornos de um animal, soldado ou equipamento militar com um padrão de alto contraste. Frequentemente, é combinada com outros métodos de criptismo, incluindo correspondência de cor com o fundo e contrassombreamento [en]; casos especiais incluem a coloração disruptiva coincidente [en] e a máscara ocular disruptiva [en] observada em alguns peixes, anfíbios e répteis. Isso parece paradoxal como forma de não ser visto, já que a ruptura dos contornos depende de alto contraste, de modo que as manchas de cor são, por si só, evidentes.
A importância de padrões de alto contraste para uma disrupção eficaz foi prevista em termos gerais pelo artista Abbott Thayer em 1909 e explicitamente pelo zoólogo Hugh Cott [en] em 1940. Pesquisas experimentais posteriores começaram a confirmar essas previsões. Padrões disruptivos funcionam melhor quando todos os seus componentes correspondem ao fundo.
Enquanto a correspondência com o fundo é mais eficaz para um único cenário, a coloração disruptiva é uma estratégia mais eficiente quando um animal ou um veículo militar pode ter uma variedade de fundos.
Por outro lado, animais venenosos ou desagradáveis ao paladar, que anunciam sua presença com coloração de advertência (apossematismo), usam padrões que enfatizam, em vez de romper, seus contornos. Por exemplo, mefitídeos, salamandras e borboletas-monarca possuem padrões de alto contraste que destacam seus contornos.

## Pesquisas iniciais
O artista Abbott Handerson Thayer, em seu livro de 1909, Concealing-Coloration in the Animal Kingdom, argumentou que os animais eram ocultados por uma combinação de contrassombreamento e marcas "ruptivas", que juntos "obliteravam" suas sombras e formas. Thayer explicou que:
Marcações... de qualquer tipo, tendem a obliterar — a cancelar, por meio de seu padrão separado e conflitante, a visibilidade dos detalhes e contornos da forma.... Se o traje de um pássaro ou borboleta consiste em padrões ousados e fortemente contrastados de claro e escuro, em proporções aproximadamente iguais, seu contorno será "quebrado" contra fundos claros e escuros — o claro não se destacando contra o claro, e o escuro contra o escuro. Esse parece ser o uso predominante de quase todos os padrões mais ousados nos trajes dos animais.— Thayer
O livro de Hugh Cott, Adaptive Coloration in Animals (1940), introduziu ideias como "contraste disruptivo máximo". Esse conceito utiliza faixas de cores fortemente contrastantes que, paradoxalmente, tornam animais ou veículos militares menos visíveis ao romper seus contornos. Ele explica que, em condições ideais, a correspondência com a cor do fundo junto com o contrassombreamento seria suficiente para tornar um animal "absolutamente invisível contra um fundo simples", mas imediatamente acrescenta que as condições raramente são ideais, pois estão em constante mudança, assim como a luz. Portanto, Cott argumenta que a camuflagem precisa quebrar as superfícies contínuas percebidas de um objeto e seus contornos. Em suas próprias palavras, "para uma ocultação eficaz, é essencial que a aparência reveladora da forma seja destruída". Ele faz uma analogia com um batedor de carteiras que distrai cuidadosamente sua atenção, argumentando que:
A função de um padrão disruptivo é prevenir, ou atrasar o máximo possível, o reconhecimento inicial de um objeto pela visão... manchas irregulares de cores e tons contrastados ... tendem a atrair o olhar do observador e desviar sua atenção da forma que as carrega.— Cott
Além disso, Cott critica tentativas não científicas de camuflagem no início da Segunda Guerra Mundial por não entenderem os princípios envolvidos:
Várias tentativas recentes de camuflar tanques, carros blindados e telhados de edifícios com tinta revelam um fracasso quase total por parte dos responsáveis em compreender o fator essencial na dissimulação da continuidade da superfície e do contorno. Esse trabalho deve ser realizado com coragem e confiança, pois, a curta distância, objetos devidamente tratados parecerão gritantes. Mas eles não são pintados para enganar a curta distância, mas em distâncias nas quais ... ataques aéreos são prováveis... E a essas distâncias, diferenças de tonalidade ... se misturam e, assim, anulam o efeito, tornando o trabalho praticamente inútil.— Cott
O trabalho pioneiro de Thayer e Cott é endossado na revisão de 2006 sobre coloração disruptiva por Martin Stevens [en] e colaboradores, que observam que eles propuseram uma "forma diferente de camuflagem" da estratégia tradicional de correspondência com o fundo, proposta por autores como Alfred Russel Wallace (Darwinism, 1889), Edward Bagnall Poulton [en] (The Colours of Animals, 1890) e Frank Evers Beddard [en] (Animal Coloration, 1895); Stevens observa que a correspondência com o fundo por si só sempre falharia devido a "descontinuidades entre o contorno do animal e o fundo".

## Em animais

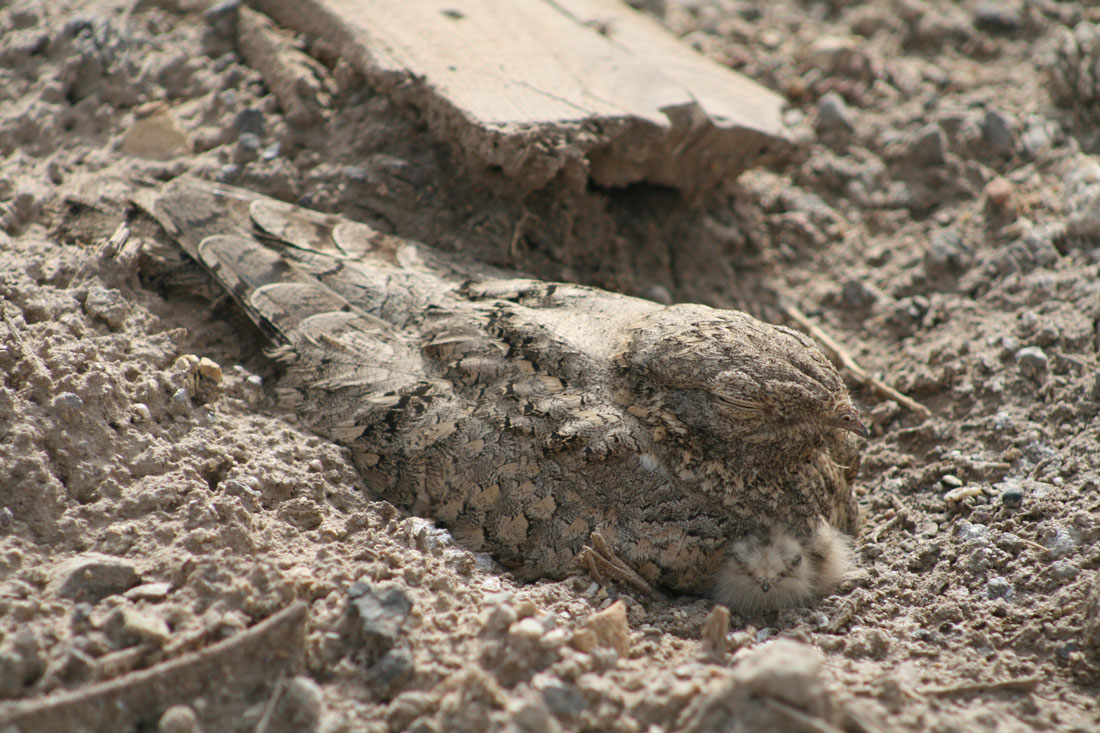
Noitibó-do-deserto (en) descansa na areia, protegido por sua coloração, imobilidade e ocultação da sombra quando está voltado para o sol.

Padrões disruptivos usam marcações de alto contraste, como manchas ou listras, para quebrar os contornos de um animal ou veículo militar. Alguns predadores, como o leopardo, e algumas presas potenciais, como o noitibó-do-deserto, utilizam padrões disruptivos. Padrões disruptivos são definidos por A. Barbosa e colegas como "caracterizados por manchas claras e escuras de alto contraste, em uma configuração não repetitiva, que também proporcionam camuflagem ao romper a forma ou orientação reconhecível do animal", como no choco.

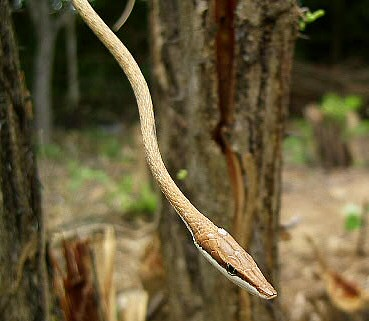
Cobra-cipó-mexicana (Oxybelis aeneus) oculta seu olho com uma faixa escura coincidente, contrastando com sua parte inferior clara.

A estratégia parece paradoxal e contraintuitiva como método de camuflagem, já que a ruptura dos contornos depende de manchas de cor que contrastam fortemente entre si, tornando as próprias manchas conspícuas. Enquanto a correspondência com o fundo funciona melhor para um único cenário, a coloração disruptiva é uma estratégia mais eficaz quando um animal ou veículo militar pode estar em diversos ambientes.
Martin Stevens e colegas, em 2006, realizaram o que acreditavam ser o primeiro teste experimental demonstrando que "a coloração disruptiva é eficaz mesmo quando algumas manchas de cor não correspondem ao fundo e têm um alto contraste tanto com o fundo quanto com os elementos de padrão adjacentes (contraste disruptivo)". Eles usaram alvos semelhantes a mariposas, alguns correspondendo à claridade da casca de carvalho do fundo, outros não, cada um com um verme morto. Se o verme fosse removido, presumia-se que um pássaro predador o havia levado, distinguindo-se de visitas de outros predadores. Eles descobriram que a coloração disruptiva oferecia a melhor proteção contra predadores aviários quando o padrão correspondia à luminância do fundo, mas, mesmo quando elementos do padrão não correspondiam, os padrões disruptivos ainda eram melhores em reduzir a predação do que padrões não disruptivos ou alvos de controle lisos (sem padrões).

Camuflagem disruptiva (esquerda) e distrativa (direita) dependem de marcações conspícuas, mas diferem em seus mecanismos e, portanto, no tamanho e posição das marcações para maior eficácia.

Padrões disruptivos também podem ocultar características específicas. Animais como peixes, pássaros, sapos e serpentes podem ser facilmente detectados por seus olhos, que são necessariamente redondos e escuros. Muitas espécies ocultam o olho com uma máscara ocular disruptiva, às vezes contrastando com uma faixa acima do olho, fazendo com que pareça apenas parte de uma área escura do fundo. Cott chamou isso de um caso especial de "padrão disruptivo coincidente".
Outra mecanismo de camuflagem, as marcações distrativas [en], também envolve marcas conspícuas e, por um século desde a descrição inicial de Thayer, foi confundido com a coloração disruptiva, mas os dois requerem tipos diferentes de marcação. Para distração, as marcações devem ser pequenas e evitar o contorno da presa para desviar a atenção dela, enquanto as marcações disruptivas devem tocar o contorno para quebrá-lo.

### O caso oposto: apossematismo

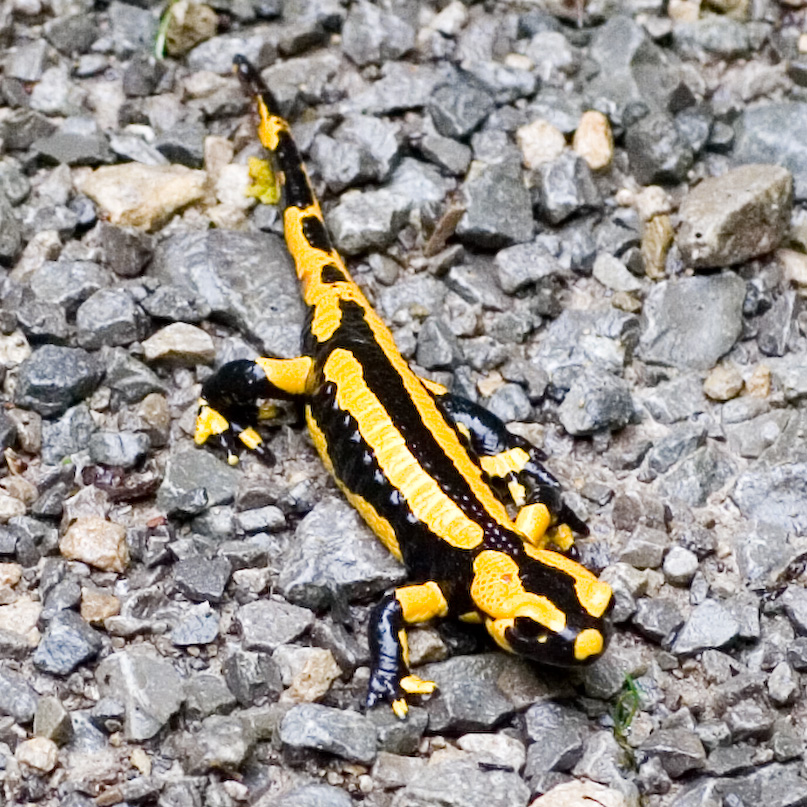
O oposto da disrupção: a salamandra-de-fogo, Salamandra salamandra, anuncia sua inedibilidade com cores de advertência brilhantes, em manchas que enfatizam sua forma corporal.

Muitos animais venenosos ou desagradáveis ao paladar, que anunciam sua presença com coloração de advertência (apossematismo), usam padrões que enfatizam, em vez de romper, seus contornos. Por exemplo, mefitídeos, salamandras e borboletas-monarca possuem padrões de alto contraste que destacam seus contornos. Esses padrões de advertência exploram o princípio oposto à coloração disruptiva, para o efeito exatamente oposto: tornar o animal o mais conspícuo possível. Alguns lepidópteros, incluindo Arctia plantaginis [en], são apossemáticos e coloridos de forma disruptiva; contra um fundo verde e vegetativo, sua coloração apossemática brilhante se destaca, mas no solo, suas asas os camuflam entre folhas mortas e terra.

### Um caso controverso: a girafa

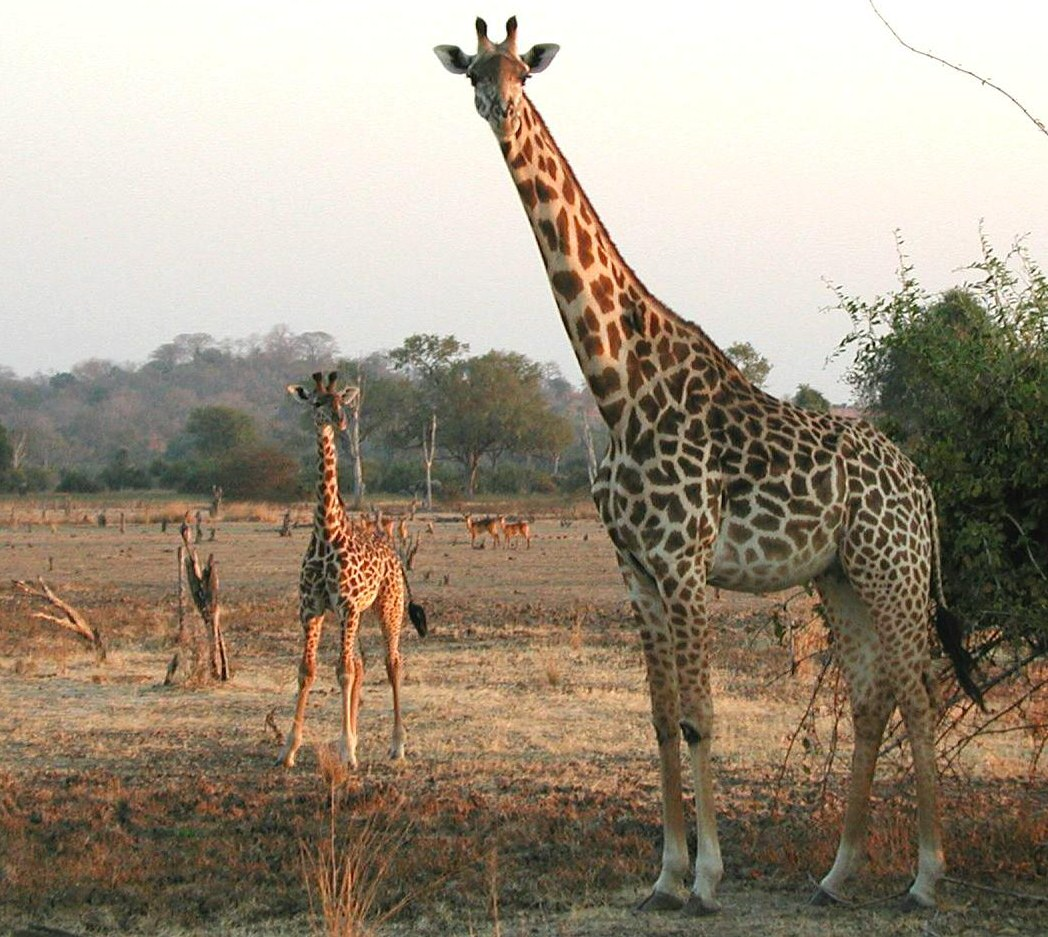
Uma mãe girafa conspícua pode se defender, mas seu filhote depende de sua camuflagem.

A presença de marcações ousadas não prova, por si só, que um animal depende de camuflagem. Segundo Mitchell, girafas adultas são "inescapavelmente conspícuas", levando à conclusão de que seus padrões são para camuflagem aparentemente contraintuitiva: mas quando estão entre árvores e arbustos, sua camuflagem é eficaz mesmo a poucos metros de distância.

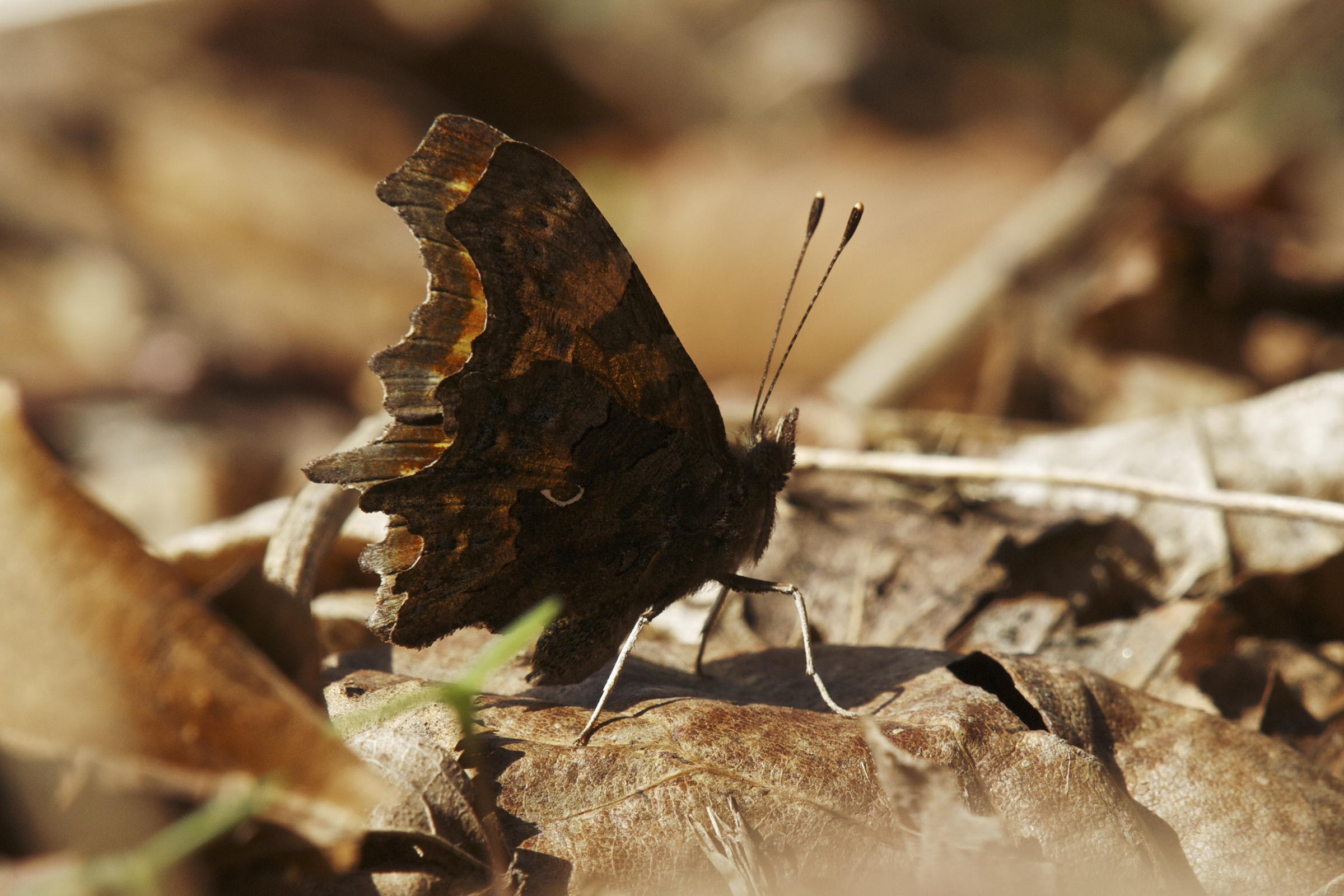
O contorno irregular da borboleta coma Polygonia c-album evita uma forma típica de borboletas.

Além disso, girafas jovens são muito mais vulneráveis à predação do que os adultos: entre 60% e 75% dos filhotes morrem no primeiro ano. As mães escondem seus filhotes, que passam grande parte do tempo deitados em cobertura. Como a presença de uma mãe não afeta a sobrevivência, Mitchell sugere que as girafas jovens devem ser extremamente bem camufladas. Isso é apoiado pelo fato de que as marcações do pelo são fortemente herdadas. Por outro lado, longe de se esconder, girafas adultas se movem para obter a melhor visão de um predador que se aproxima, confiando em seu tamanho e capacidade de se defender até mesmo de leões.

### Outras formas de ocultar contornos
Os contornos do corpo de um animal podem ser dificultados de ver por outros métodos, como por meio de um contorno altamente irregular. Por exemplo, a borboleta-coma, Polygonia c-album, é altamente críptica quando suas asas estão fechadas, com cores crípticas, padrão disruptivo e margens externas irregulares das asas.

## Em plantas

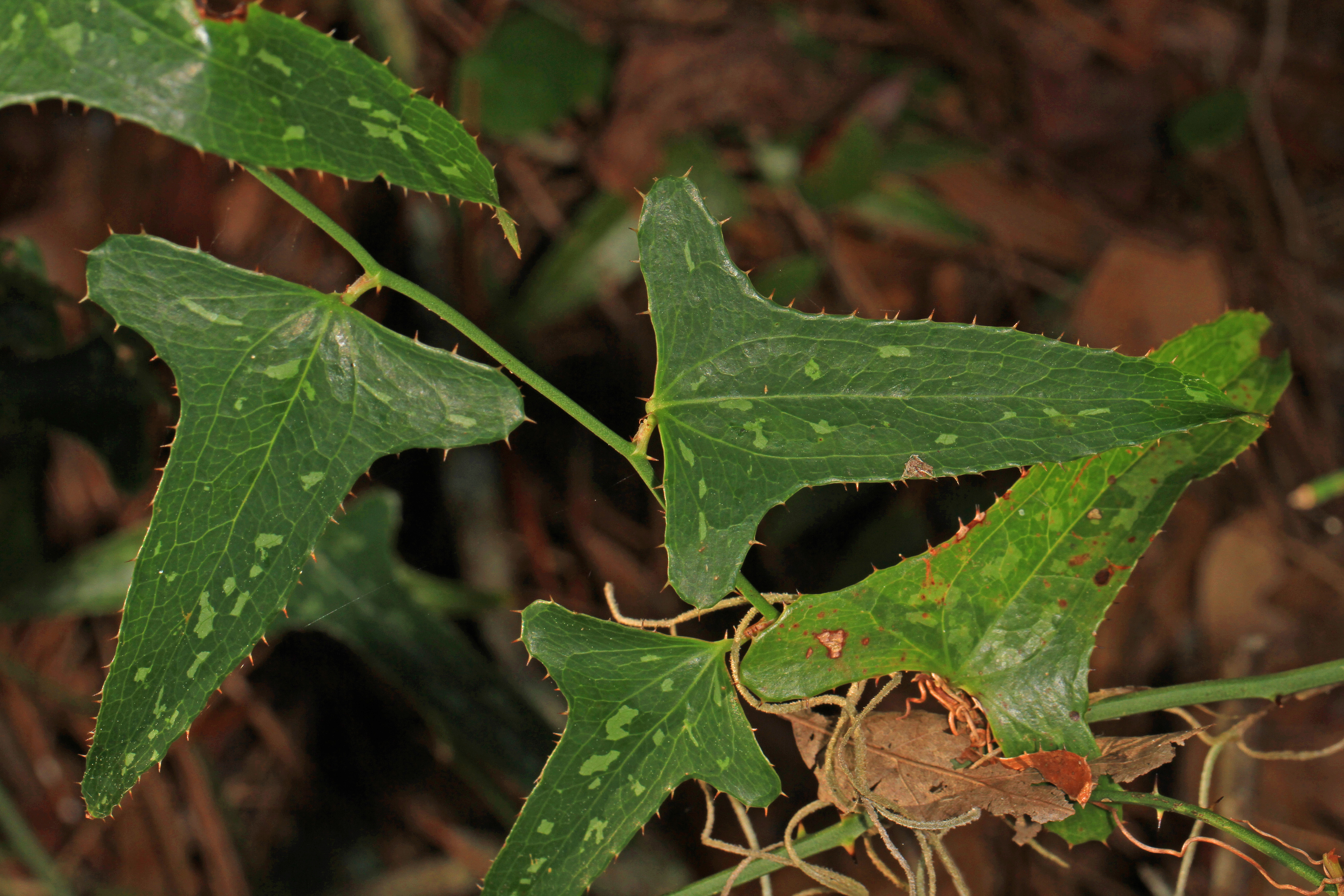
Muitas plantas de sub-bosque, como a en, são variegadas com marcações claras que podem servir como camuflagem.

A possibilidade de coloração protetora em plantas foi pouco estudada. T. J. Givnish e Simcha Lev-Yadun propuseram que a variegação de folhas com manchas brancas pode servir como camuflagem em plantas de sub-bosque florestal, onde há um fundo manchado. Lev-Yadun também sugeriu, no entanto, que marcações semelhantes servem como coloração de advertência conspícua em plantas espinhosas bem defendidas de habitats abertos, onde o fundo é uniformemente claro. Givnish encontrou uma correlação entre as manchas das folhas e habitats fechados. A camuflagem disruptiva teria uma clara vantagem evolutiva em plantas: elas tenderiam a escapar de serem comidas por herbívoros; e a hipótese é testável.

## Uso militar

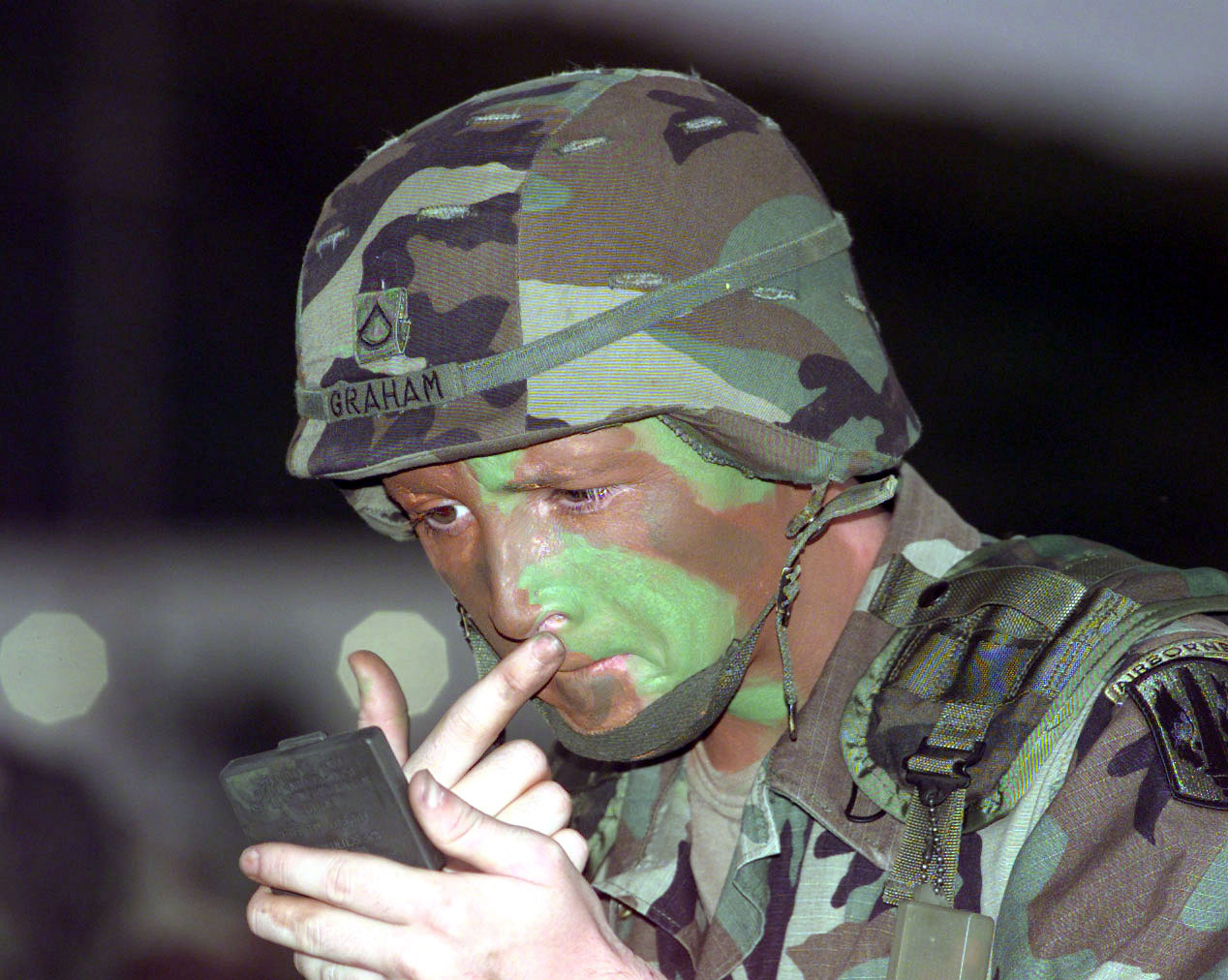
Um soldado aplicando um padrão disruptivo no rosto; seu capacete e jaqueta também possuem padrões disruptivos.

A coloração disruptiva é comum no uso militar, para veículos militares, posições de tiro e outras instalações, e para soldados individuais, onde uniformes, equipamentos como capacetes e pintura facial podem ser usados para quebrar contornos e características. A coloração disruptiva, no entanto, nem sempre alcança criptismo por si só, pois um animal ou alvo militar pode ser revelado por outros fatores, incluindo forma, brilho e sombra.

Padrão de camuflagem US Woodland

Muitos padrões de camuflagem militar desde a década de 1940 têm sido coloridos de forma disruptiva, e com a introdução do padrão US Woodland para as forças armadas dos Estados Unidos a partir de 1981, o padrão disruptivo tornou-se uma característica dominante dos uniformes militares. A partir de 1969, o Material de Padrão Disruptivo (DPM) começou a substituir materiais lisos nos uniformes das Forças Armadas Britânicas e foi posteriormente usado por muitos outros exércitos.

### Desafios

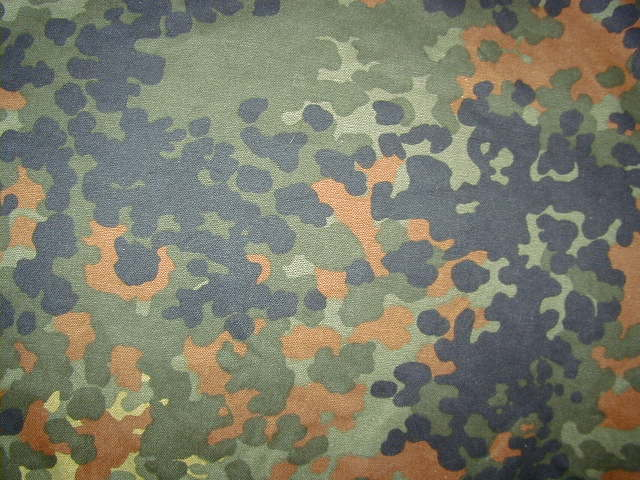
O moderno Flecktarn alemão de 1990 é um padrão não digital projetado para romper contornos a diferentes distâncias.

Três grandes desafios enfrentam o design de uniformes com padrões disruptivos. Primeiro, as unidades frequentemente se movem de um terreno para outro, onde as cores e contrastes do fundo podem variar significativamente. Um uniforme projetado para florestas será muito contrastante para uso no deserto e muito verde para ambientes urbanos. Portanto, nenhum padrão de camuflagem é eficaz em todos os terrenos. O Padrão de Camuflagem Universal (UCP) americano de 2004 tentou se adequar a todos os ambientes, mas foi retirado após alguns anos de uso. Padrões específicos para terrenos, como a camuflagem de Berlim aplicada a veículos britânicos operando durante a Guerra Fria, foram desenvolvidos mas são ineficazes em outros terrenos. Em segundo lugar, a eficácia de qualquer padrão em romper os contornos de um soldado varia com a iluminação, dependendo do clima e da altura do sol no céu. E, em terceiro lugar, qualquer mancha de cor impressa varia em tamanho aparente com a distância do inimigo que observa o padrão. Um padrão impresso com pequenas manchas de cor se funde em uma massa única percebida a uma certa distância, anulando o efeito disruptivo. Por outro lado, um padrão impresso com grandes manchas de cor parece conspícuo a distâncias mais curtas. Esse problema foi resolvido com formas pixeladas, muitas vezes projetadas digitalmente, que fornecem uma gama de tamanhos de manchas semelhante a um fractal, permitindo que sejam eficazmente disruptivas tanto a curta quanto a longa distância. O primeiro padrão de camuflagem genuinamente digital foi o CADPAT canadense, seguido logo pelo MARPAT americano. Uma aparência pixelada não é essencial para esse efeito, embora seja mais simples de projetar e imprimir.

## Exemplos

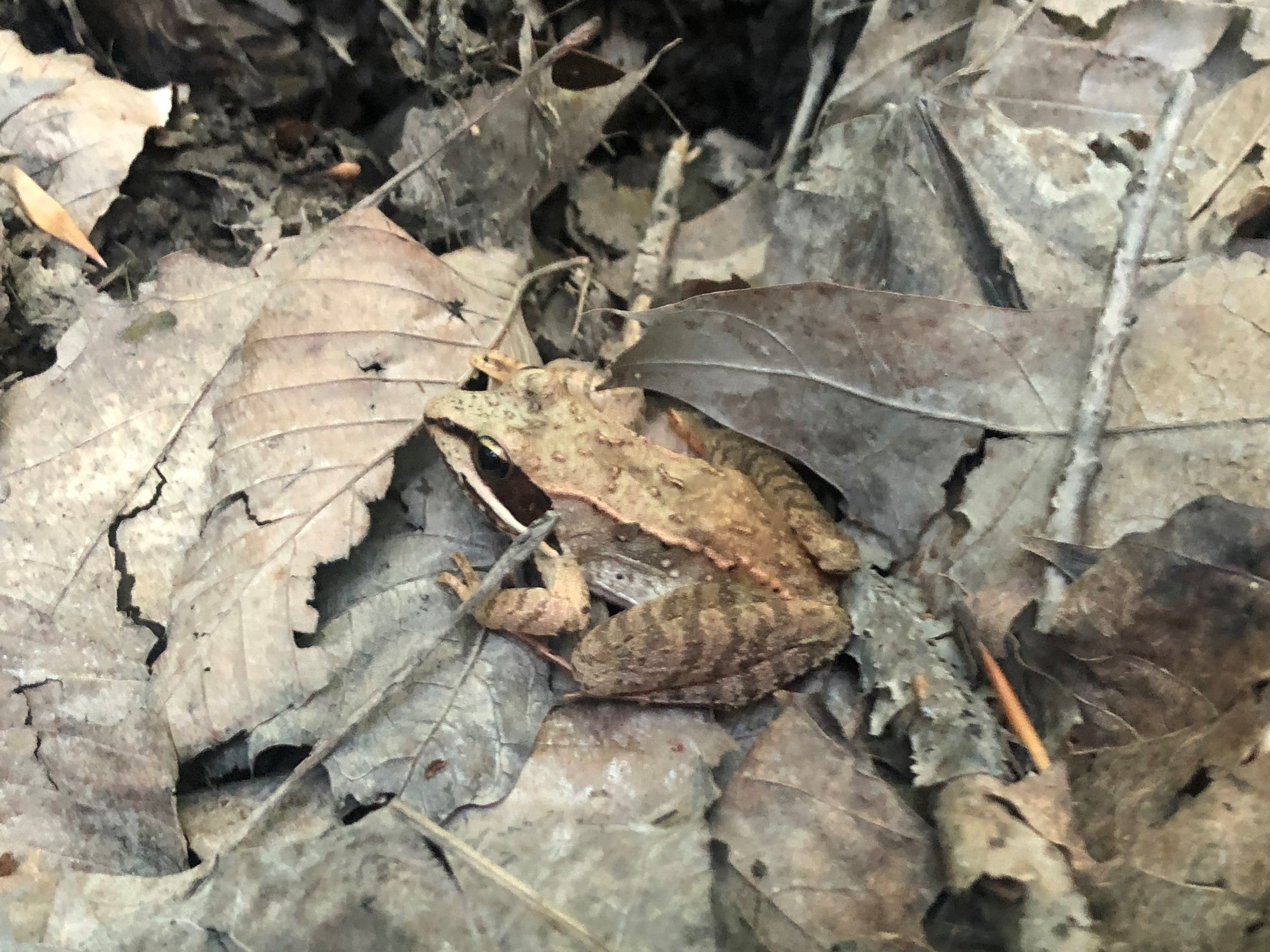
Rã-dos-bosques entre folhas caídas.
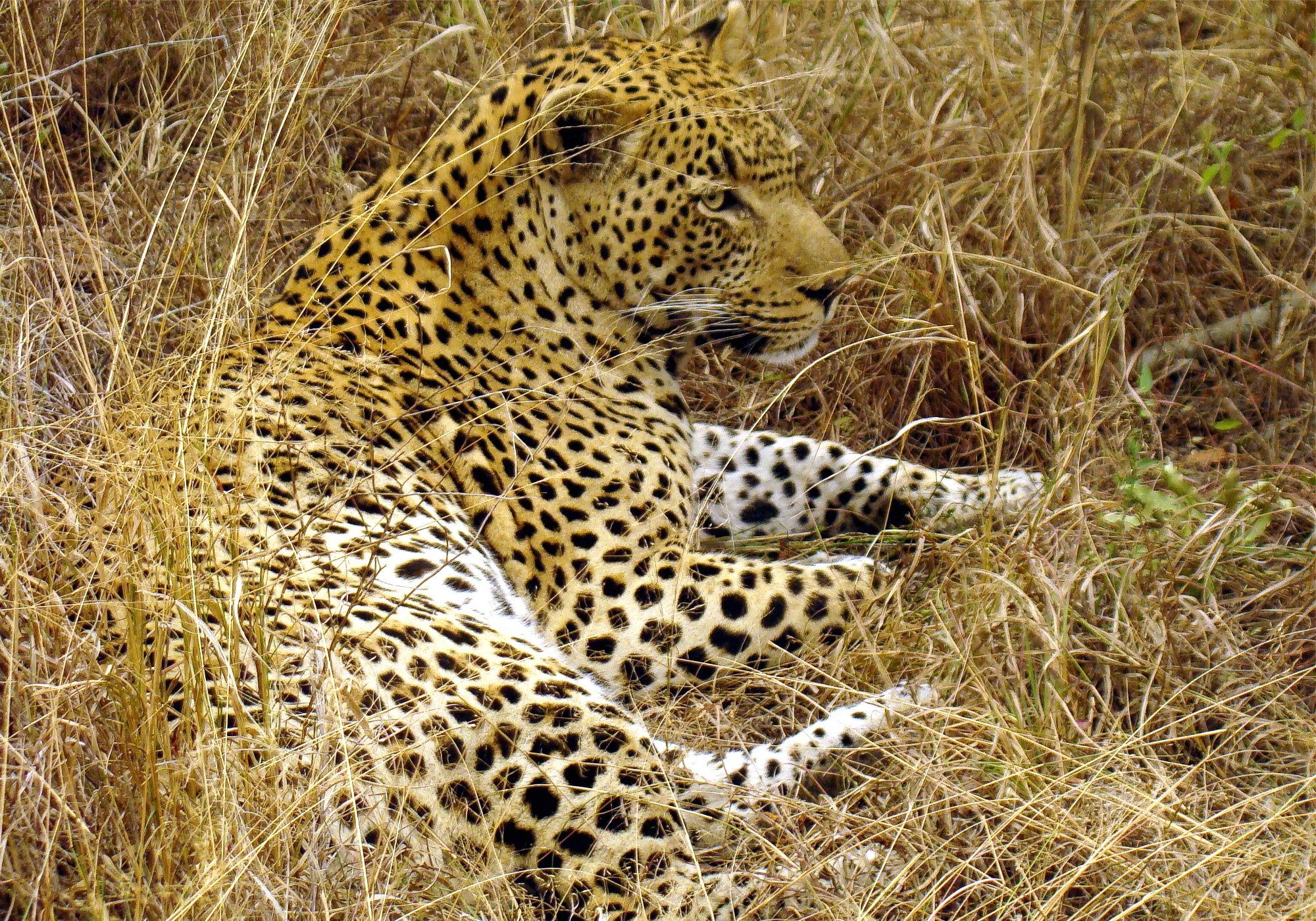
Leopardo: um predador camuflado de forma disruptiva (e com contrassombreamento)
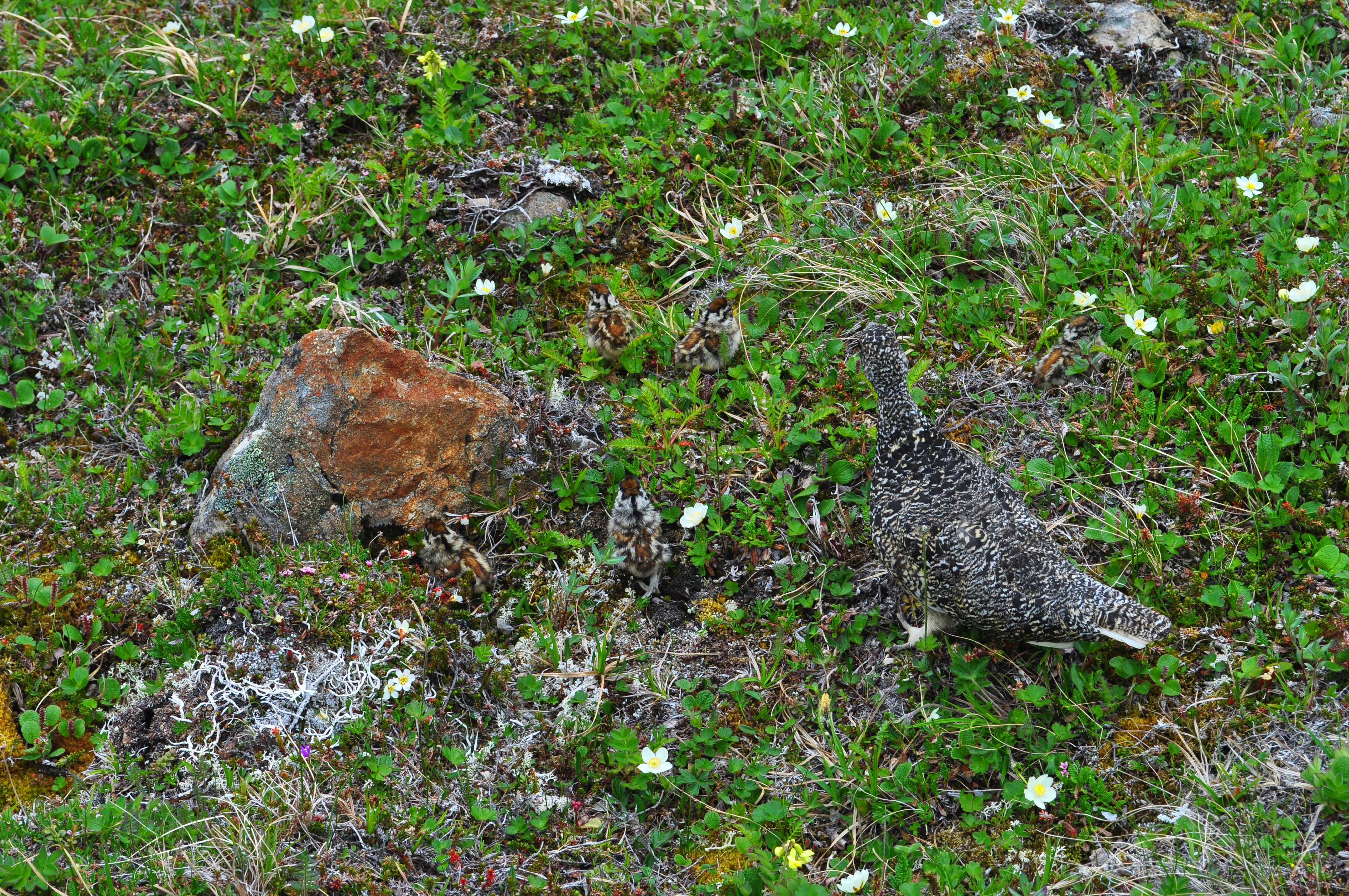
Uma lagópode e cinco filhotes com camuflagem disruptiva excepcional
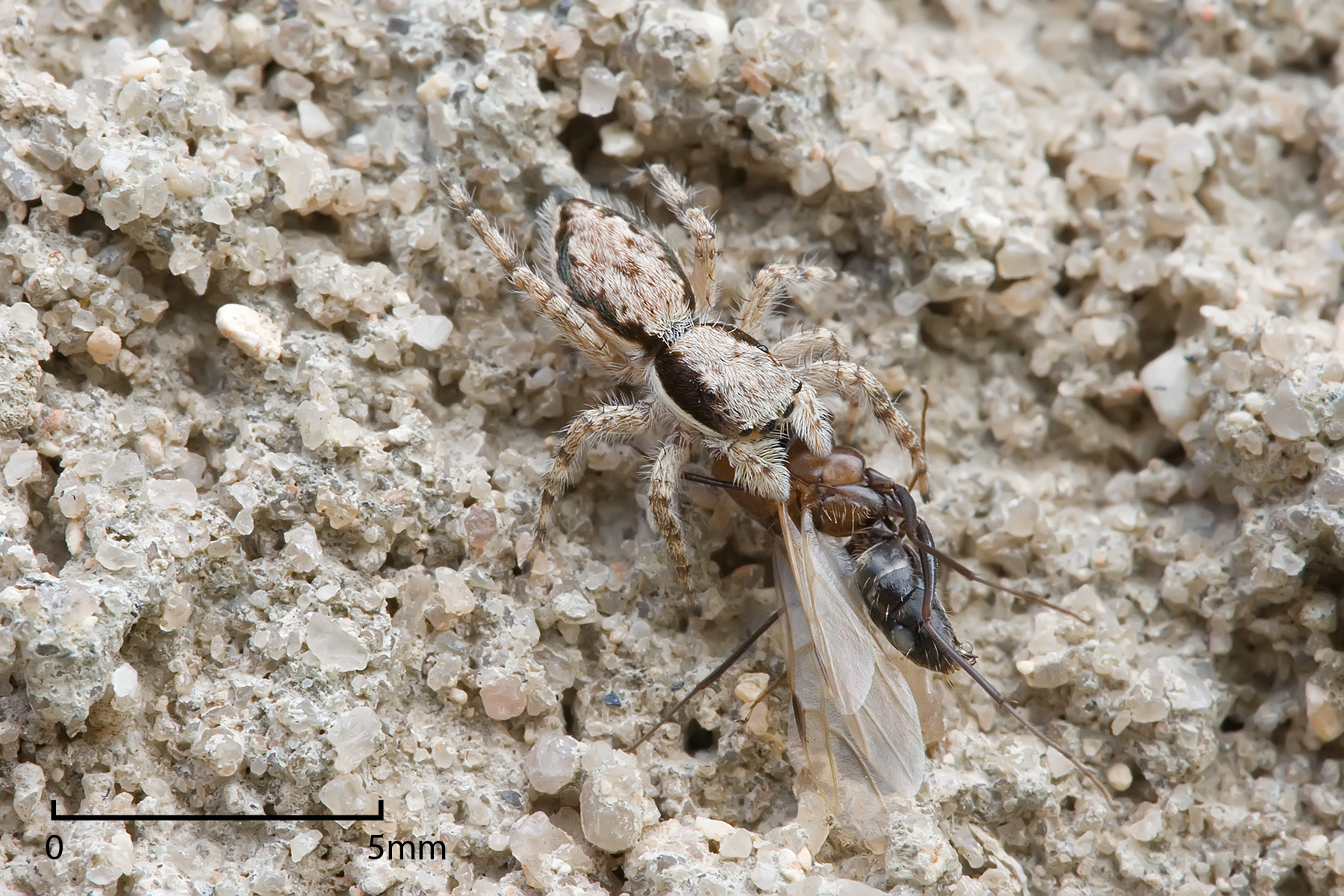
Aranha saltadora: um predador invertebrado camuflado de forma disruptiva
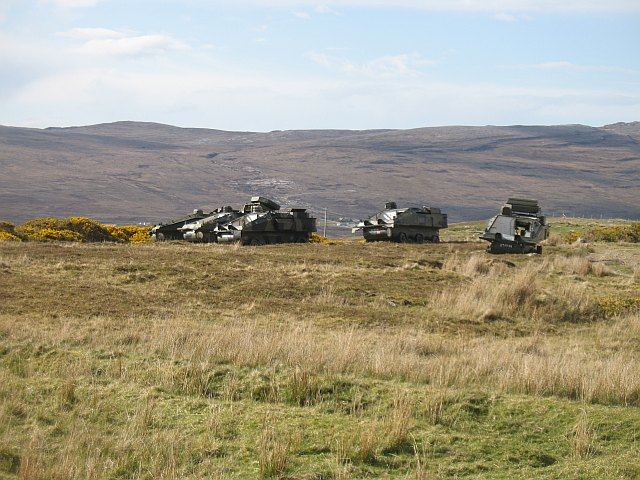
Forma, brilho, sombra[28] tornam esses veículos militares "camuflados" facilmente visíveis, sem contornos disruptivos
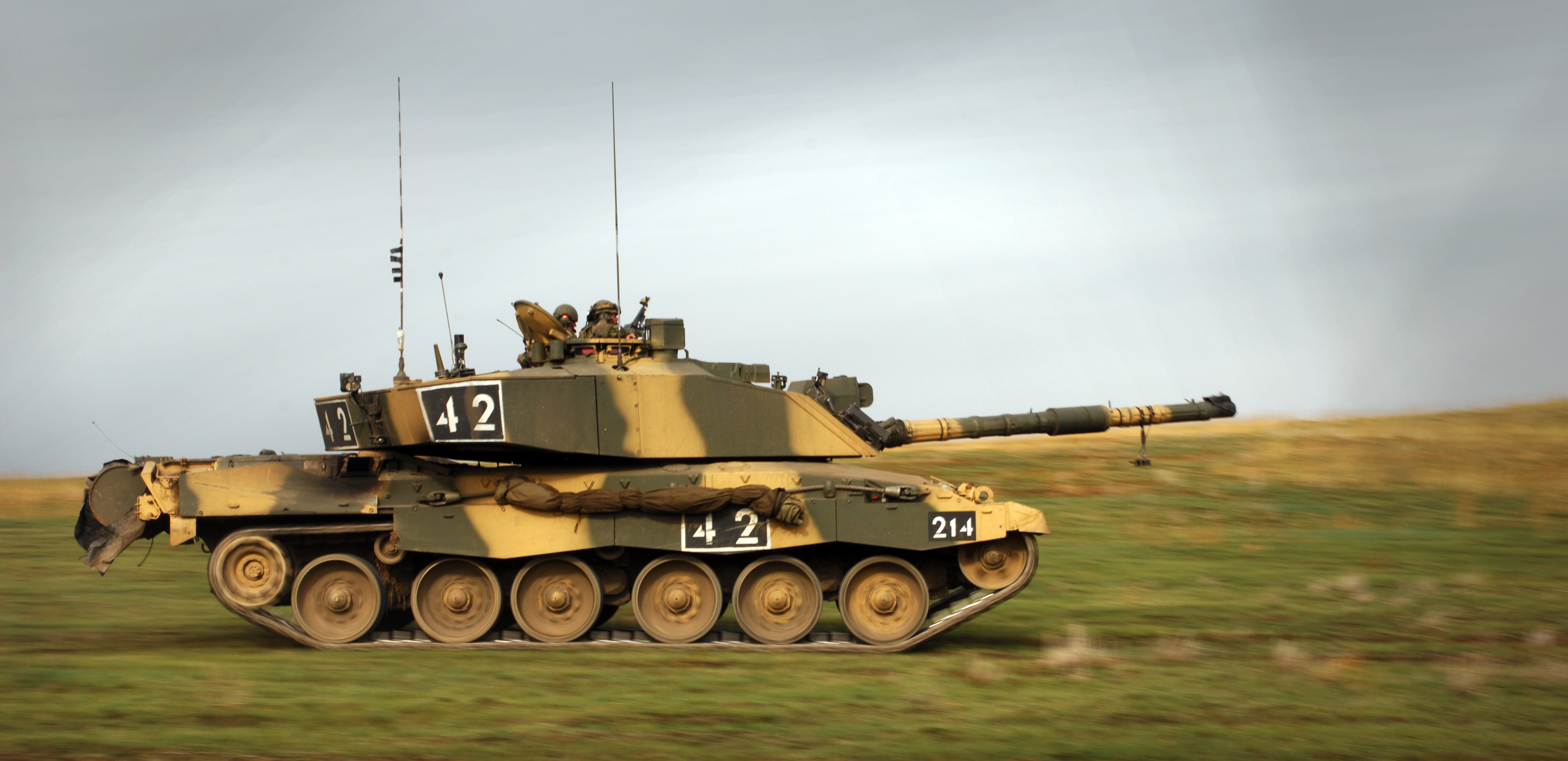
Um tanque britânico Challenger 2 pintado em um padrão disruptivo ousado de areia e verde
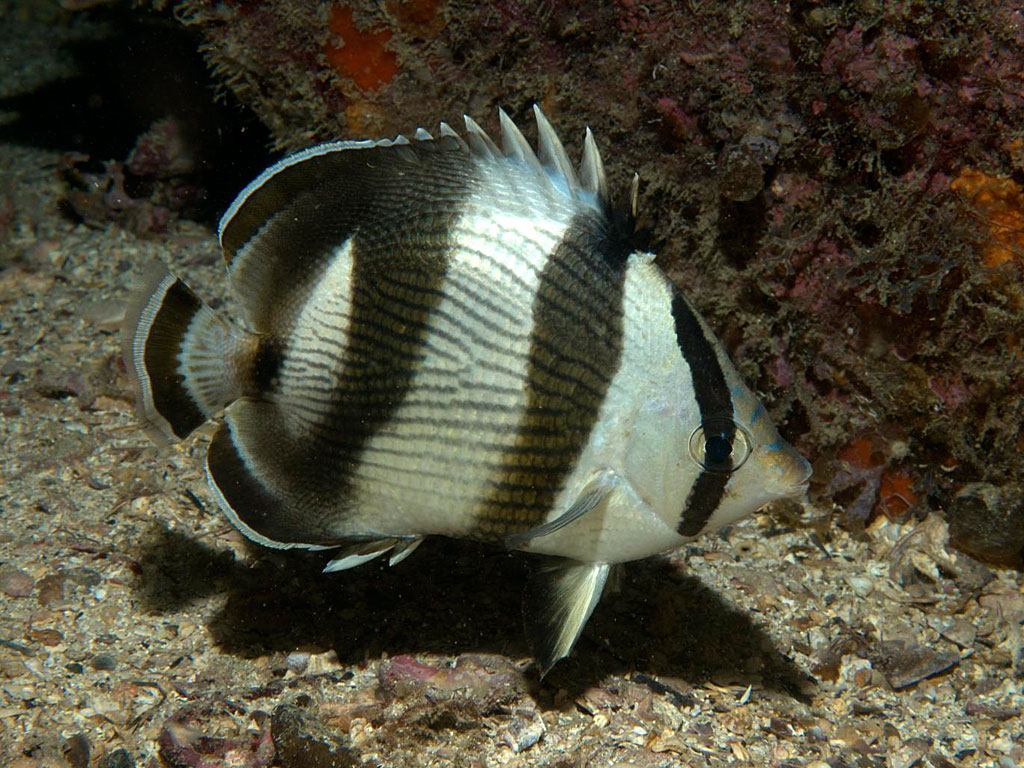
O peixe-borboleta-listrado, Chaetodon striatus, possui faixas disruptivas fortes pelo corpo e ocultando o olho.
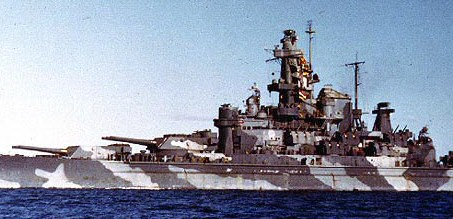
USS Alabama usando a Medida 12 de camuflagem de navio durante a Segunda Guerra Mundial
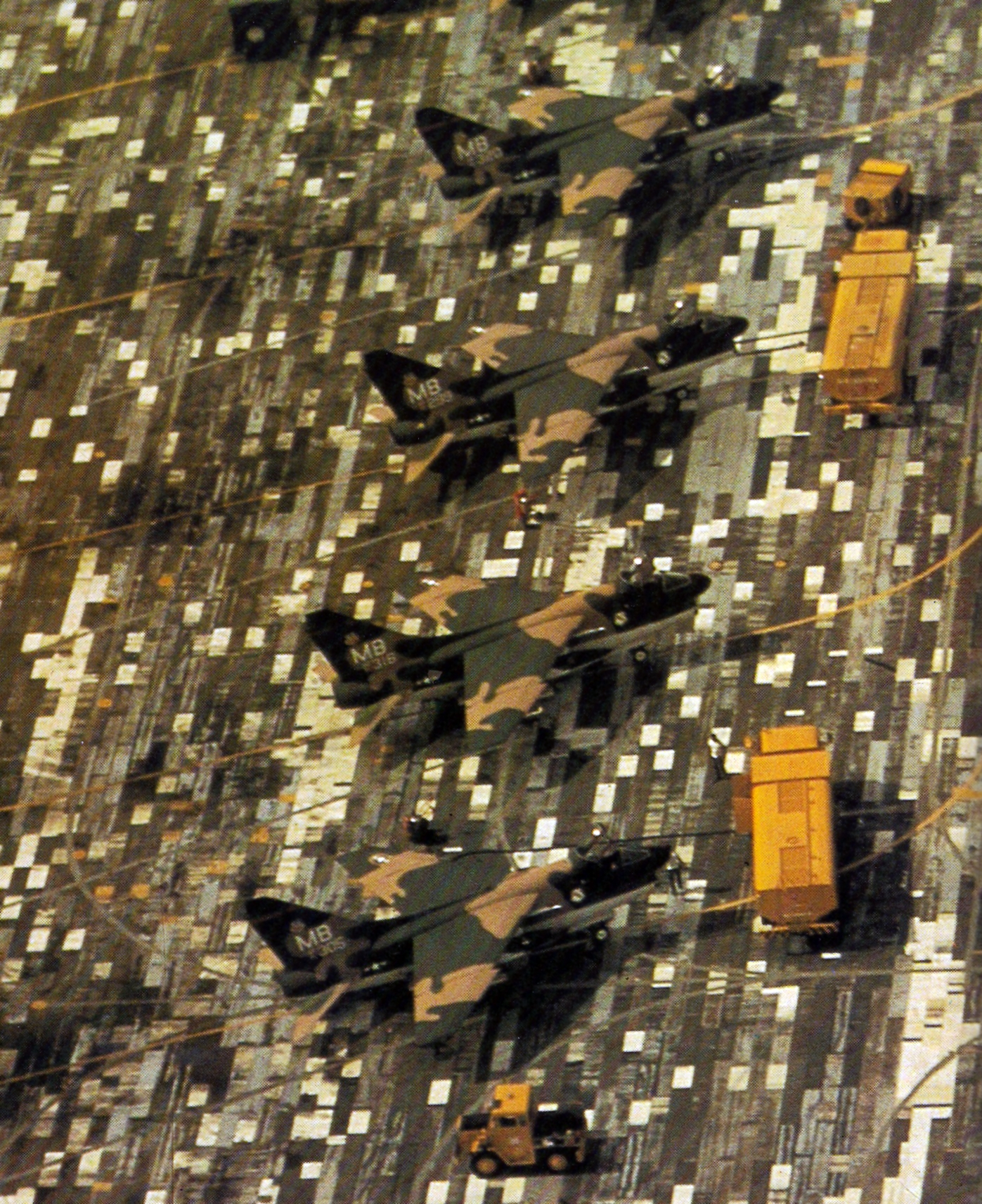
Corsários A-7D camuflados de forma disruptiva em uma superfície de concreto pintada de maneira disruptiva, Tailândia, 1972